# Desextinció

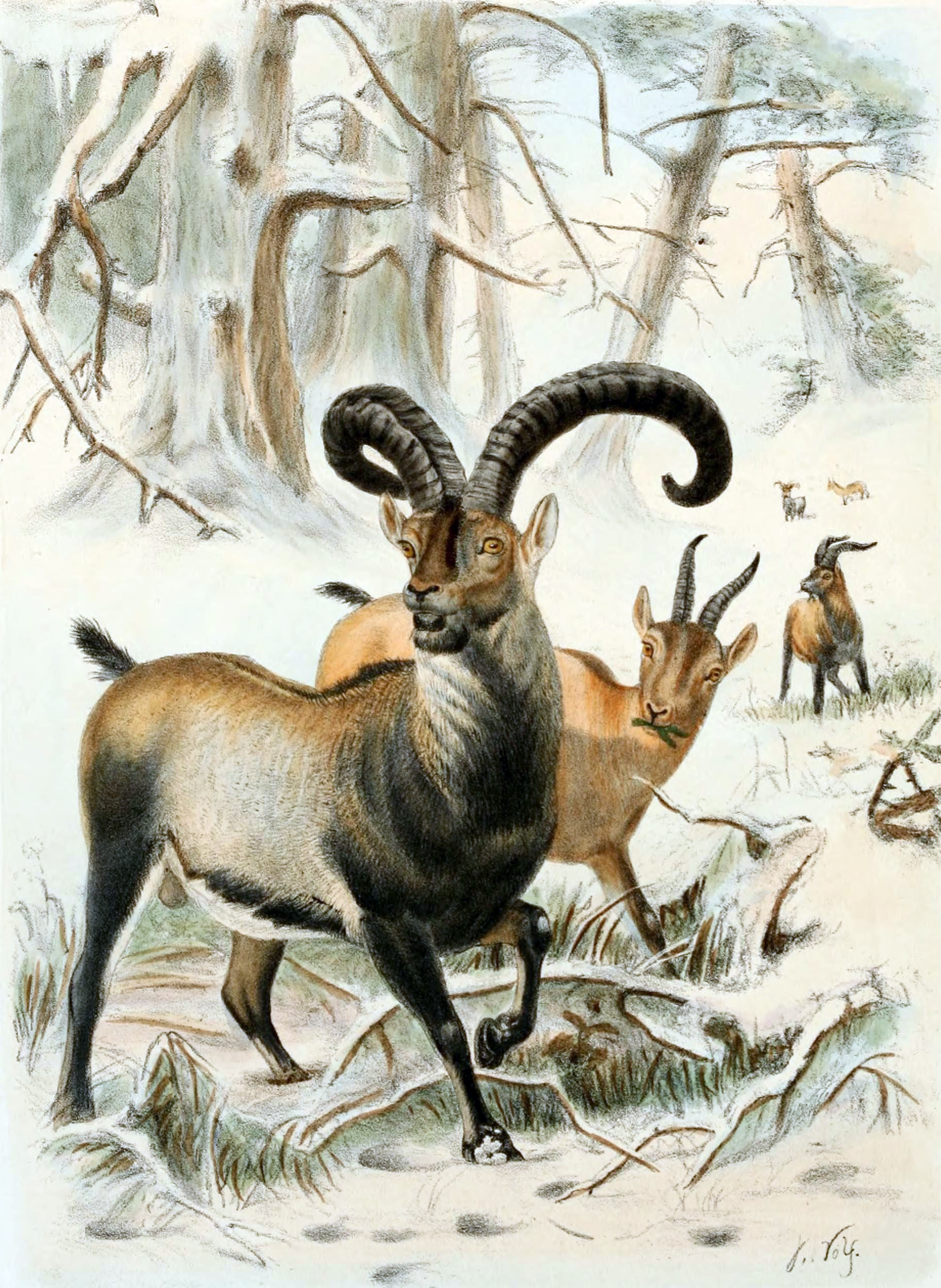
La cabra pirinenca, o herc, és el primer animal que va sobreviure a la seva extinció després del naixement

La desextinció (també coneguda com a biologia de la resurrecció o revivalisme d'espècies) és el procés de generació d'un organisme que s'assembla o és una espècie extinta. Hi ha diverses maneres de dur a terme el procés de desextinció. La clonació és el mètode més àmpliament proposat, tot i que també s'ha considerat l'edició del genoma i la cria selectiva. S'han aplicat tècniques similars a certes espècies en perill, amb l'esperança d'augmentar les poblacions. L'únic mètode dels tres que proporcionaria a un animal amb la mateixa identitat genètica és la clonació. Hi ha avantatges i desavantatges en el procés de desextinció, que va des dels avenços tecnològics fins als problemes ètics.

## Mètodes

### Clonació

A la imatge superior es mostra el procés utilitzat per clonar la cabra pirinenca. El cultiu de teixits es va treure de l'última cabra pirinenca femella, anomenada Celia. L'òvul es va treure d'una cabra (Capra hircus) i es van retirar els nuclis per assegurar que la descendència fos purament cabra pirinenca. L'òvul es va implantar en una mare de cabra subrogada per al seu desenvolupament.

La clonació és un mètode habitualment suggerit per a la restauració potencial d'una espècie extingida. Es pot fer amb l'extracció del nucli d'una cèl·lula conservada de les espècies extingides i canviant-lo per un òvul, sense nucli, del parent viu més proper d'aquesta espècie. L'òvul es pot inserir en un hoste des del parent viu més proper de l'espècie extinta. És important tenir en compte que aquest mètode només es pot utilitzar quan hi ha disponible una cèl·lula conservada, el que significa que seria més factible per a les espècies extingides recentment. La clonació s'ha utilitzat en la ciència des de la dècada dels anys 50 del segle xx. Un dels clons més coneguts és l'ovella Dolly. Dolly va néixer a mitjans dels anys noranta del segle XX i va viure una vida normal fins que va experimentar complicacions de salut que li van provocar la mort. Altres espècies animals conegudes per haver estat clonades inclouen gossos, porcs i cavalls.

### Edició del genoma
L'edició del genoma ha avançat ràpidament amb l'ajut dels sistemes CRISPR/Cas, particularment CRISPR/Cas9. El sistema CRISPR/Cas9 es va descobrir originalment com a part del sistema immunitari bacterià. L'ADN viral que es va injectar al bacteri es va incorporar al cromosoma bacterià en regions específiques. Aquestes regions s'anomenen repeticions curtes palindròmiques regularment intercalades agrupades, també conegudes com CRISPR. Com que l'ADN viral es troba dins del cromosoma, es transcriu a ARN. Un cop això es produeix, el Cas9 s'uneix a l’ARN. Cas9 pot reconèixer la inserció estranya i la cliva. Aquest descobriment va ser molt crucial perquè ara la proteïna Cas es pot veure com una tisora en el procés d'edició del genoma.
Mitjançant l'ús de cèl·lules d’una espècie estretament relacionada amb les espècies extingides, l'edició del genoma pot tenir un paper en el procés de desextinció. Les cèl·lules germinals es poden editar directament, de manera que l'òvul i l'esperma produïts per l'espècie progenitora existent produiran descendència de l'espècie extinta o les cèl·lules somàtiques es podran editar i transferir mitjançant la transferència nuclear de cèl·lules somàtiques. Això es tradueix en un híbrid entre les dues espècies, ja que no és completament un animal. Com que és possible seqüenciar i acoblar el genoma d'organismes extints a partir de teixits altament degradats, aquesta tècnica permet als científics cercar l'extinció en una gamma més àmplia d'espècies, incloses aquelles per a les quals no hi ha restes ben conservades. Tanmateix com més degradat i vell sigui el teixit de les espècies extingides, més fragmentat serà l'ADN resultant, cosa que fa que el muntatge del genoma sigui més difícil.

### Retrocriança
La retrocriança és una forma de cria selectiva. A diferència de la cria d'animals per a un tret que avança l'espècie en la cria selectiva, la cria posterior implica la cria d'animals per una característica ancestral que potser no es pot veure a tota l'espècie amb tanta freqüència. Aquest mètode pot recrear els trets d’una espècie extinta, però el genoma diferirà de l'espècie original. No obstant això, la retrocriança depèn de el tret ancestral de l'espècie que encara es troba a la població en qualsevol freqüència. La retrocriança és també una forma de selecció artificial mitjançant la cria selectiva deliberada d'animals domèstics, en un intent d'assolir una raça animal amb un fenotip que s'assembli a un ancestre de tipus salvatge, generalment un que s'ha extingit. La retrocriança no s'ha de confondre amb la desdomesticació.

### Evolució iterativa
Un procés natural de desextinció és l'evolució iterativa. Aquest procés es produeix quan una espècie s'extingeix, però després d’un cert temps una espècie diferent evoluciona cap a una criatura gairebé idèntica. Un exemple d'aquest procés es va produir amb el rascló de Cuvier. Aquest ocell sense vol es va extingir fa aproximadament 136.000 anys a causa d'un esdeveniment desconegut que va provocar l'augment del nivell del mar, que va provocar la desaparició de l'espècie. L'espècie va reaparèixer fa uns 100.000 anys quan va baixar el nivell del mar, cosa que va permetre a l'ocell evolucionés una vegada més com una espècie no voladora a l'illa Aldabra, on es troba fins als nostres dies. Vegeu també el tàxon Elvis.

## Avantatges de la desextinció
Les tecnologies que es desenvolupen per a la seva desextinció podrien conduir a grans avenços en tecnologia i processos científics. Això inclou l'avenç de les tecnologies genètiques que s'empren per millorar el procés de clonació per a la seva desextinció. Les tecnologies es podrien utilitzar per evitar que les espècies en perill d'extinció s'extingissin. L'estudi d'espècies reintroduïdes també podria conduir a avenços científics. En estudiar animals prèviament extingits, es podrien descobrir cures per a malalties. Les espècies ressuscitades poden donar suport a iniciatives de conservació actuant com a «espècies insígnia» per generar entusiasme públic i fons per conservar ecosistemes sencers.
Si es prioritza la desextinció, això conduiria a millorar les estratègies de conservació actuals. La conservació seria necessària per reintroduir una espècie a l'ecosistema. Els esforços de conservació es durien a terme inicialment fins que la població revifada pugui mantenir-se en estat salvatge. La desextinció també podria ajudar a millorar els ecosistemes que havien estat destruïts pel desenvolupament humà mitjançant la introducció d'una espècie extinta en un ecosistema per revifar-lo. També es pregunta si reviure espècies conduïdes a l'extinció pels humans és una obligació ètica.

## Inconvenients de la desextinció
La reintroducció d'espècies extingides podria tenir un impacte negatiu sobre les espècies existents i el seu ecosistema. El nínxol ecològic de l'espècie extinta pot haver estat omplert en el seu hàbitat anterior, cosa que el converteix en una espècie invasora. Això podria conduir a l'extinció d'altres espècies a causa de la competència per obtenir aliments o per una altra exclusió competitiva. També podria conduir a l'extinció de les espècies de preses si tenen més depredadors en un entorn que tenia pocs depredadors abans de la reintroducció d'una espècie extinta. Si una espècie ha estat extingida durant un llarg període, el medi ambient en què es presenta és molt diferent del que pot sobreviure. Els canvis en el medi ambient a causa del desenvolupament humà podrien significar que l'espècie pot no sobreviure si es reintrodueix en aquest ecosistema. Una espècie també es podria tornar a extingir després de la seva extinció si els motius de la seva extinció encara són una amenaça. El mamut llanut seria caçat pels caçadors furtius igual que els elefants pel seu ivori i podria desaparèixer de nou si això succeís. O bé, si una espècie es reintrodueix en un entorn amb malalties, no té immunitat davant de les espècies reintroduïdes per una malaltia que les espècies actuals poden sobreviure.
La desextinció és un procés molt car. Recuperar una espècie pot costar milions de dòlars. El més probable és que els diners per a la seva desextinció provinguin dels esforços actuals de conservació. Aquests esforços es podrien debilitar si es prenen dels fons de la conservació i se'ls posa en la desextinció. Això significaria que les espècies en perill crític començarien a extingir-se més ràpidament perquè ja no hi ha recursos necessaris per mantenir les seves poblacions. A més, atès que les tècniques de clonació no poden replicar perfectament una espècie tal com existia a la natura, la reintroducció de l'espècie pot no produir beneficis ambientals positius. És possible que no tinguin el mateix paper a la cadena alimentària que abans i, per tant, no puguin restaurar els ecosistemes danyats.

## Actuals candidats a la desextinció

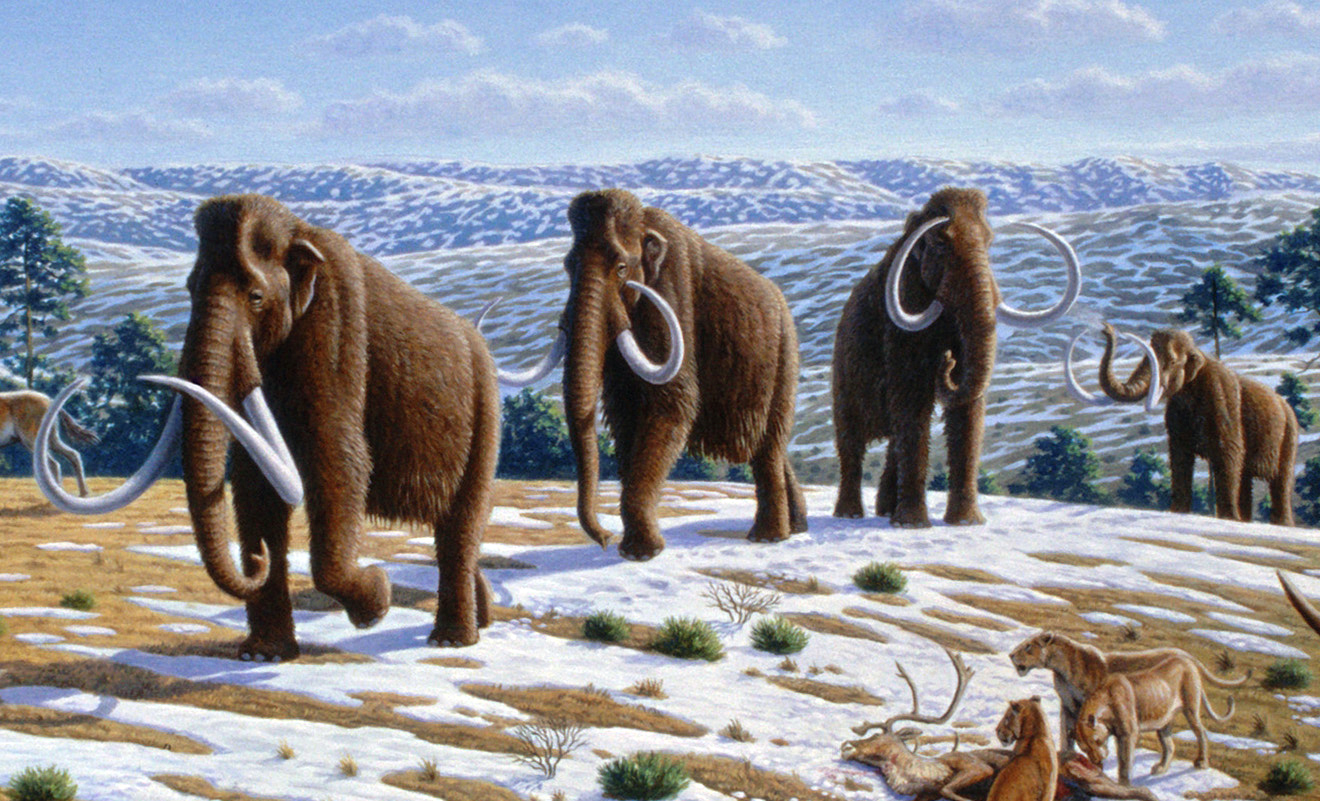
El mamut llanut (Mammuthus primigenius) és candidat a la desextinció mitjançant clonació o l'edició del genoma.

### Mamut llanut
L'existència de restes de teixits tous preservats i ADN de mamut llanut s'ha portat a la idea que l'espècie podria ser recreada per mitjans científics. Per aconseguir-ho s'han proposat dos mètodes. El primer seria utilitzar el procés de clonació, tot i que fins i tot les mostres de mamut més intactes han tingut poc ADN utilitzable a causa de les seves condicions de conservació. No hi ha prou ADN intacte per guiar la producció d'un embrió. El segon mètode implicaria la inseminació artificial d'una cèl·lula d'òvuls d'elefant amb espermatozoides conservats del mamut. La descendència resultant seria un híbrid d'elefant-mamut. Després de diverses generacions de creuar aquests híbrids, es podria produir un mamut llanut gairebé pur. No obstant això, les cèl·lules espermàtiques dels mamífers moderns solen ser potents fins a 15 anys després de la congelació profunda, cosa que podria dificultar aquest mètode. El 2008, un equip japonès va trobar ADN útil al cervell de ratolins que havien estat congelats durant 16 anys. Esperen utilitzar mètodes similars per trobar ADN mamut útil. El 2011, científics japonesos van anunciar plans per clonar mamuts en sis anys.
Al març de 2014, l'Associació Russa d'Antropòlegs Mèdics va informar que la sang recuperada d'un cadàver de mamut congelat el 2013 ara proporcionaria una bona oportunitat per clonar el mamut llanut. Una altra manera de crear un mamut llanut viu seria migrar gens del genoma del mamut als gens del seu parent viu més proper, l'elefant asiàtic, per crear animals híbrids amb les notables adaptacions que tenia per viure en un entorn molt més fred que els elefants moderns. Això ho fa actualment un equip dirigit pel genetista de Harvard George Church. L'equip ha fet canvis en el genoma de l'elefant amb els gens que van donar al mamut llanut la seva sang resistent al fred, els pèls més llargs i una capa addicional de greix. Segons el genetista Hendrik Poinar, un mamut llanut o un híbrid mamut-elefant revifat pot trobar un hàbitat adequat a les ecozones del bosc de tundra i taigà.
George Church ha plantejat la hipòtesi dels efectes positius de recuperar el mamut llanut extingit sobre el medi ambient, com ara el potencial per invertir alguns dels danys causats per l'escalfament global. Ell i els seus companys de recerca prediuen que els mamuts menjarien l'herba morta i això permetria que el sol arribés a l'herba primaveral; el seu pes els permetria trencar la densa neu i aïllant per deixar que l'aire fred arribés al sòl; i la seva característica de la tala d'arbres augmentaria l'absorció de la llum solar. En una editorial que condemnava la desextinció, Scientific American va assenyalar que les tecnologies implicades podrien tenir aplicacions secundàries, específicament per ajudar les espècies a punt d'extinció a recuperar la seva diversitat genètica.

### Cabra pirinenca
La cabra pirinenca o herc era una subespècie de la cabra salvatge ibèrica que vivia a la península Ibèrica. Tot i que va ser abundant durant l'època medieval, la caça excessiva als segles xix i xx va provocar la seva desaparició. El 1999, només una sola femella que es deia Cèlia va quedar viva al Parc Nacional d'Ordesa. Els científics la van capturar, li van treure una mostra de teixit de l'orella, la van posar un collar i la van deixar anar de nou a la natura, on va viure fins que va ser trobada morta el 2000, després d'haver estat aixafada per un arbre caigut. El 2003, els científics van utilitzar la mostra de teixits per intentar clonar Cèlia i ressuscitar la subespècie extingida. Tot i haver transferit amb èxit nuclis de les seves cèl·lules a cèl·lules d'ous de cabra domèstica i haver estat prenyades 208 cabres femelles, només una va arribar a terme. La cria de cabrí que va néixer tenia un defecte pulmonar i va viure només 7 minuts abans d'ofegar-se perquè no era capaç de respirar oxigen. No obstant això, el seu naixement va ser vist com un triomf i s'ha considerat que va ser la primera desextinció. A finals del 2013, els científics van anunciar que intentarien tornar a recrear el cabra cabdal dels Pirineus. Un problema a afrontar, a més dels nombrosos desafiaments de la reproducció d’un mamífer mitjançant la clonació, és que només es poden produir femelles clonant l’individu femení Cèlia i no existeixen mascles per reproduir-les. Això es podria abordar potencialment amb la reproducció de clons femenins amb la cabra salvatge hispànica i la creació gradual d'un animal híbrid que acabarà tenint més semblança amb l'herc del sud-est espanyol.

### Ur

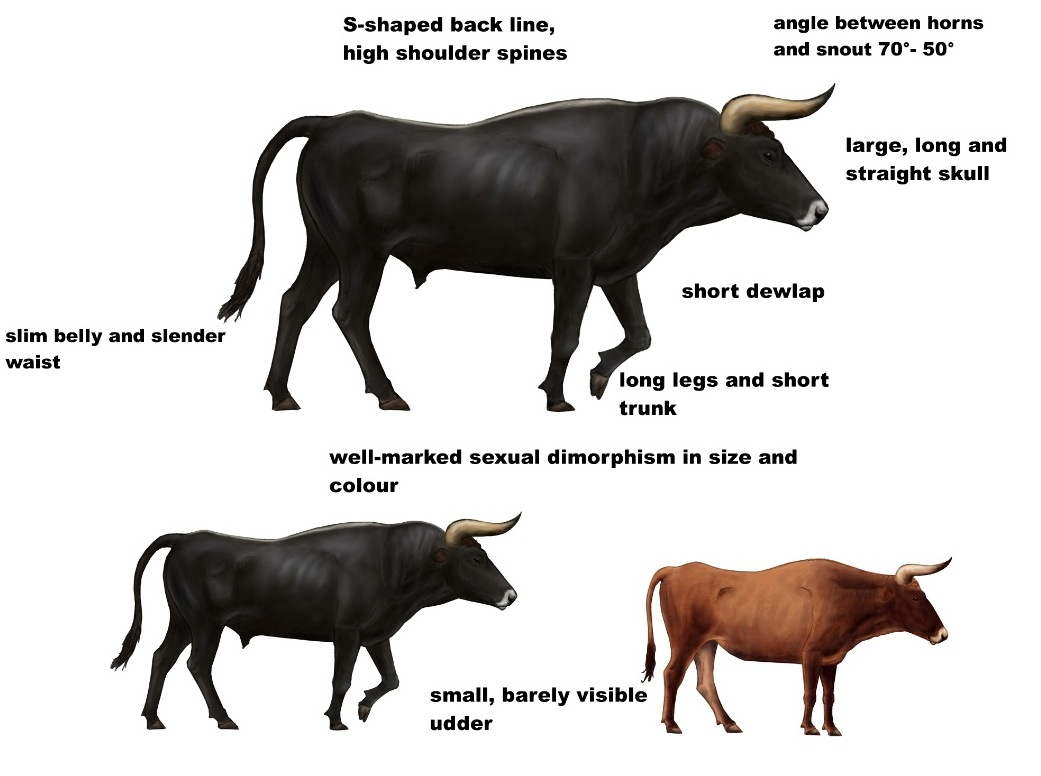
Els urs, el bou i la vaca.

Els urs es van estendre per tot Euràsia, el nord d'Àfrica i el subcontinent indi durant el Pleistocè, però només els urs europeus (Bos primigenius primigenius) van sobreviure fins als temps històrics. Aquesta espècie apareix molt a les pintures rupestres europees, com la cova de Lascaux i la cova de Chauvet a França, i encara estava estès durant l'era romana. Després de la caiguda de l'imperi romà, la caça excessiva dels urs per part de la noblesa va fer que la seva població disminuís fins a una sola població al bosc de Jaktorów a Polònia, on l'últim ur salvatge va morir el 1627. Tanmateix, com que els urs són ancestrals de la majoria de les races de bestiar modernes, és possible que es recuperin mitjançant la cria selectiva o retroactiva. El primer intent d'això va ser Heinz i Lutz Heck que van utilitzar races modernes de bestiar, cosa que va provocar la creació del bou dels Heck. Aquesta raça s'ha introduït a les zones naturals de tot Europa; no obstant això, difereix fortament dels urs en les seves característiques físiques, i alguns intents moderns afirmen intentar crear un animal gairebé idèntic als urs en morfologia, comportament i fins i tot genètica. El Projecte TaurOs té com a objectiu recrear els aurochs mitjançant races de bestiar primitives de cria selectiva al llarg de vint anys per crear un pasturatge boví autosuficient en ramats d'almenys 150 animals en zones naturals resalvatgades a tot Europa. Aquesta organització s'associa amb l’organització Rewilding Europe per ajudar a restablir l'equilibri amb la naturalesa europea. Un projecte competidor per recrear els urs és el Projecte Uruz de la True Nature Foundation, que té com a objectiu recrear els urs mitjançant una estratègia de reproducció més eficient i mitjançant l'edició del genoma, per tal de disminuir el nombre de generacions de cria necessàries i la capacitat d'eliminar ràpidament trets indesitjats de la població de bestiar semblant a l'urs. S'espera que el bestiar semblant als urs revitalitzi la naturalesa europea restaurant el seu paper ecològic com a espècie clau i recuperi la biodiversitat que va desaparèixer després del declivi de la megafauna europea, a més d'ajudar a aportar noves oportunitats econòmiques relacionades amb l'observació de la fauna europea.

### Quaga
La quaga (Equus quagga quagga) és una subespècie de la zebra comuna que es distingia pel fet que tenia ratlles a la cara i al tors superior, però el seu abdomen posterior era de color marró sòlid. Era nativa de Sud-àfrica, però va ser aniquilada en estat salvatge a causa de la caça excessiva per esport, i l'últim individu va morir el 1883 al zoo d'Amsterdam. No obstant això, atès que es tracta tècnicament de la mateixa espècie que la supervivent zebra comuna, s'ha argumentat que la quaga podria reviure mitjançant la selecció artificial. El Projecte Quaga (Quagga Project) té com a objectiu recrear l'animal mitjançant la cria selectiva o posterior de zebres de les planes. També pretén alliberar aquests animals al cap occidental un cop s'aconsegueix un animal que s'assembli completament a la quaga, cosa que podria tenir l'avantatge d'erradicar espècies d'arbres introduïdes com el pebrer del Brasil, la tipuana tipu, la acàcia de fulla blavenca, Solanum mauritianum, el camforer, el pi pinyer, el pinastre, el desmai i Acacia mearnsii.

### Llop marsupial

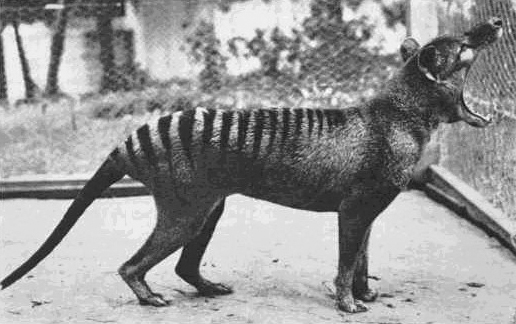
L'últim llop marsupial conegut, Benjamin, morí per negligència al Zoo de Hobart el 1936.

El llop marsupial era originari del continent australià, Tasmània i Nova Guinea. Es creu que es va extingir al segle xx. El llop marsupial s'havia fet extremadament rar o extingit a la part continental australiana abans de l'assentament britànic del continent. L'últim llop marsupial conegut, anomenat Benjamin, va morir al zoo de Hobart, el 7 de setembre de 1936. Es creu que va morir com a conseqüència de la negligència: tancat fora del seu dormitori protegit, va estar exposat a un rar esdeveniment de clima extrem a Tasmània: calor extrema durant el dia i temperatures gelades a la nit. La protecció oficial de l'espècie pel govern de Tasmània es va introduir el 10 de juliol de 1936, aproximadament 59 dies abans que l'últim exemplar conegut morís en captivitat.
El desembre de 2017 es va anunciar a Nature Ecology and Evolution que el genoma nuclear complet del llop marsupial s'havia seqüenciat amb èxit, cosa que va marcar la finalització del primer pas crític cap a la desextinció que va començar el 2008, amb l'extracció del mostres d'ADN de l'espècimen de la bossa conservada. El genoma del llop marsupial es va reconstruir mitjançant el mètode d'edició del genoma. El diable de Tasmania es va utilitzar com a referència per al muntatge del genoma nuclear complet. Andrew J. Pask de la Universitat de Melbourne ha afirmat que el següent pas cap a la desextinció serà crear un genoma funcional, que requerirà una àmplia recerca i desenvolupament, estimant que un intent complet de ressuscitar l'espècie pot ser possible a partir del 2027.

### Colom migratori

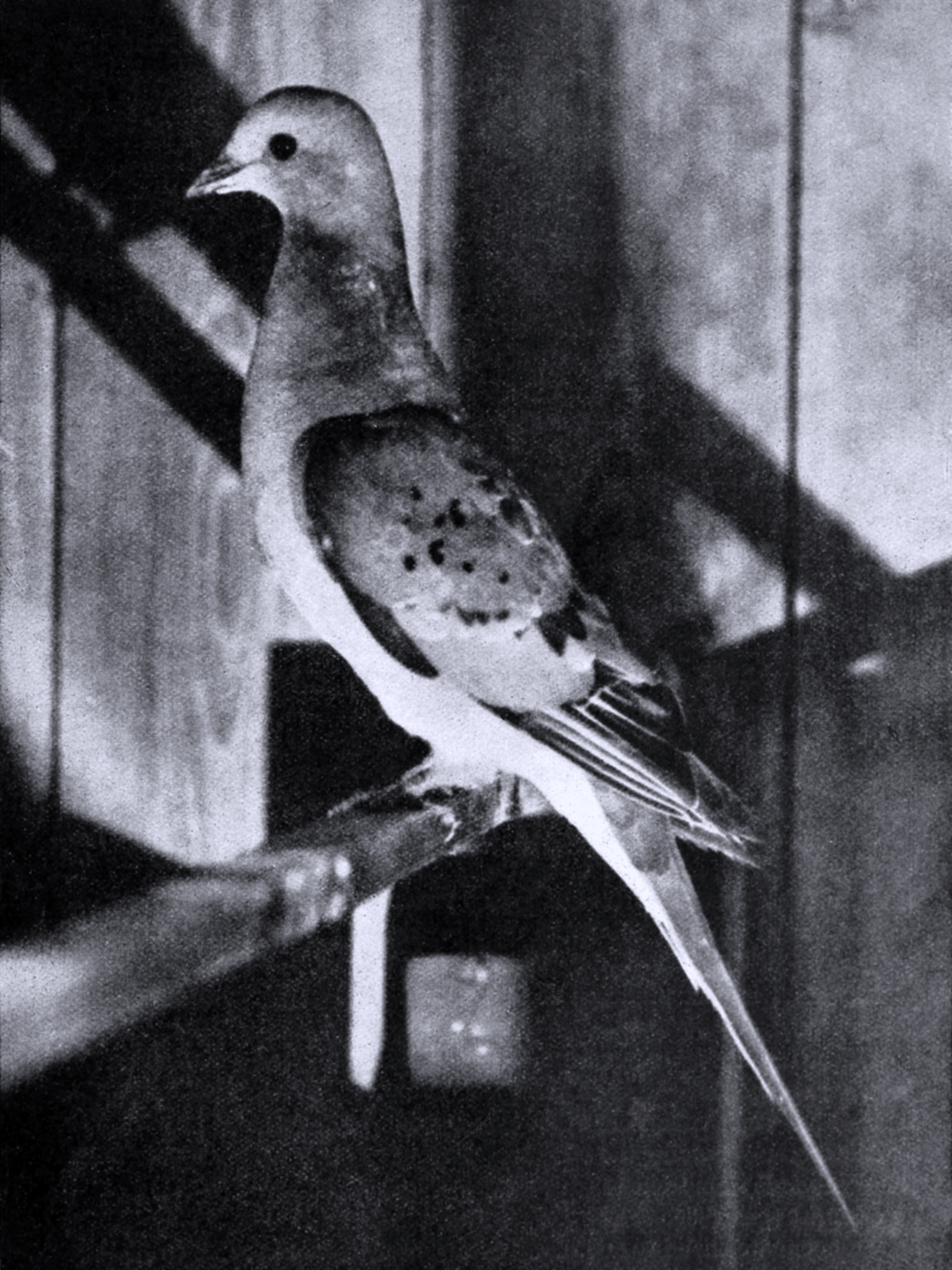
Marta, l'última coloma migratòria coneguda

El colom migratori va arribar als milers de milions abans de ser eliminat a causa de la caça comercial i la pèrdua d'hàbitat. Revive & Restore, una organització sense ànim de lucre, va obtenir ADN del colom migratori a partir d'espècimens i pells de museus; tanmateix, aquest ADN es degrada perquè és molt antic. Per aquest motiu, la simple clonació no seria una manera eficaç de dur a terme la desextinció d'aquesta espècie, ja que faltarien parts del genoma. En canvi, Revive & Restore se centra a identificar mutacions en l'ADN que causarien una diferència fenotípica entre el colom migratori extingit i el seu parent viu més proper, el colom cuabarrat septentrional. En fer-ho, poden determinar com modificar l'ADN del colom cuabarrat septentrional per canviar els trets i imitar els trets del colom migratori. En aquest sentit, el colom migratori desextingit no seria genèticament idèntic al colom migratori extingit, però tindria els mateixos trets. S'espera que l'híbrid colom migratori desaparegut estigui llest per a la reproducció en captivitat el 2024 i alliberat a la natura el 2030.

## Futurs possibles candidats a la desextinció
Es va crear un «grup de treball de desextinció» l'abril del 2014 sota els auspicis de la Comissió de Supervivència de les Espècies (SSC) i encarregat de redactar un conjunt de Principis rectors sobre la creació de representants d'espècies extingides per al benefici de la conservació per situar la SSC de la UICN a la viabilitat tecnològica emergent de crear una representació d'una espècie extingida.

### Ocells
- Moa dels arbustos: Es tracta d'una esvelta espècie de moa, una mica més gran que un gall d'indi que es va extingir bruscament, fa uns 500-600 anys després de l'arribada i la proliferació dels maoris a Nova Zelanda, així com la introducció de gossos polinesis.[48] Els científics de la Universitat Harvard van reunir el primer genoma gairebé complet de l'espècie a partir dels ossos dels dits dels peus, apropant així l'espècie a un pas més de «ressuscitar».[49][50] El polític neozelandès Trevor Mallard havia suggerit anteriorment de tornar una espècie de moa de mida mitjana.[51]
- Gall de praderia del bruc: Aquesta subespècie de gall de praderia es va extingir a Martha's Vineyard el 1932 malgrat els esforços de conservació; Tanmateix, la disponibilitat d’ADN útil en exemplars de museus i àrees protegides de la seva antiga àrea converteix aquest ocell en un possible candidat per a la desextinció i la reintroducció al seu hàbitat anterior.[52]
- Dodo: Aquest ocell terrestre gran i sense vol endèmic de Maurici es va albirar per última vegada a la dècada de 1640 i probablement es va extingir el 1700 a causa de l'explotació per part dels humans i a causa d'espècies introduïdes com les rates i els porcs, que van menjar els seus ous, i des de llavors s'ha convertit en un símbol. d'extinció a la cultura popular. A causa de la riquesa d’ossos i alguns teixits, és possible que aquesta espècie pugui tornar a viure, ja que té un parent proper al colom de Nicobar supervivent.[53]
- Ocell elefant: Era un dels ocells més grans que hagi existit mai, l'ocell elefant va ser portat a l'extinció per la colonització primerenca de Madagascar. S'ha obtingut ADN antic de les closques d'ous, però pot estar massa degradat per utilitzar-lo en la seva desextinció.[54][55]
- Aratinga de Carolina[54][50]
- Gavot gegant: Ocell no volador similar al pingüí. El gavot gegant es va extingir el 1800 pels humans que els caçaven per menjar. Els darrers 2 gavots gegants coneguts van viure a una illa prop d'Islàndia, però els mariners els van matar cops de pal. Des d'aleshores no s'han conegut albiraments.[56] Revive and Restore, una organització sense ànim de lucre, ha identificat el gavot gegant com un bon candidat per a la desextinció. Com que el gavot gegant està extingit, no es pot clonar, però el seu ADN es pot fer servir per alterar el genoma d'un gavot i reproduir els híbrids per crear una espècie que serà molt semblant als gavots gegants originals. Tenen previst introduir-los de nou al seu hàbitat original que compartiran amb gavots i frarets, que també corren el risc d'extinció. Això ajudarà a restaurar la biodiversitat i restaurar aquesta part de l'ecosistema.[57]
- Picot negre imperial[54][50]
- Picot negre bec d'ivori[54][50]
- Guacamai de Cuba[54][50]
- Ànec del Labrador[54][50]
- Huïa[54][50]
- Moho[54][50]

### Mamífers
- Foca monjo del Carib[54][50]
- Cérvol gegant[54][50]
- Lleó de les cavernes: El descobriment de dos cadells conservats a la República de Sakha va encendre el projecte de clonar l'animal.[58][59]
- Bisó estepari: El descobriment del bisó estepari momificat de fa 9.000 anys podria ajudar a la gent a clonar les antigues espècies de bisons, tot i que el bisó estepari no seria el primer a «ressuscitar».[60] Científics russos i sud-coreans col·laboren per clonar bisons d'estepa en el futur, mitjançant l'ADN preservat d’una cua de 8.000 anys d'antiguitat.[61][62]
- Tarpan: Una subespècie de cavall salvatge que es va extingir el 1909. Igual que els urs, hi ha hagut molts intents de criar cavalls semblants al tarpan, el primer dels germans Heck, que va crear el cavall de Heck com a resultat. Tot i que no és una còpia genètica, es diu que presenta moltes similituds amb el tarpan.[63] Es van fer altres intents per crear cavalls semblants al tarpan. Un criador anomenat Harry Hegardt va ser capaç de criar una línia de cavalls procedents dels mustangs americans.[64] Altres races de cavalls semblants al tarpan inclouen el Konik i el cavall de Strobel.[cal citació]
- Dofí de riu xinès[50]
- Vaca marina de Steller[54][50]
- Rinoceront llanut[54][50]

### Rèptils
- Tortuga de l'illa Floreana: El 2008 es va trobar ADN mitocondrial de l'espècie de tortuga Floreana en exemplars de museus. En teoria, es podria establir un programa de cria per «ressuscitar» una espècie pura de Floreana dels híbrids vius.[65][66]

### Amfibis
- Granota gàstrica: El 2013, els científics australians van crear amb èxit un embrió viu a partir de material genètic conservat no viu i esperen que mitjançant l’ús de mètodes de transferència nuclear de cèl·lules somàtiques puguin produir un embrió que pugui sobreviure fins a l'etapa del capgròs.[54][67]

### Insectes
- Xerces blau[54]

### Plantes
- Palmera de Rapa Nui[54]